# Polybius (2017年のコンピュータゲーム)
Polybiusは2017年にラマソフトが開発・発売したシューティングゲームであり、1981年に稼働したという都市伝説に登場するアーケードゲーム『ポリビアス』を基にしている。
2017年5月にはPlayStation 4版が発売され、PlayStation VR 対応版も同時に発売された。その後、Microsoft Windowsの発売も決定した。
なお、2017年5月10日の時点で日本国内におけるPS4版に発売は未定である。

## システム
本作はレース要素のある奥スクロールシューティングゲームであり、本作には激しい光の点滅が含まれているため、起動直後には警告表示が入る。
ただし、妨害要素が入るのは各ステージ終盤だけであり、道中の画面に多少の変化はあるものの基本的にはただ前に進むだけであり、VR酔いの発生を最小限に抑えたつくりとなっている。
本作はVRゲームとして開発されたが、3Dテレビにも対応しているほか、通常の2D画面でも楽しむことができる。また、2017年5月10日の時点では日本での発売はされていないものの、海外のPlaystation Storeのアカウントを持っていれば日本国内からでも2D画面で本作を楽しむことができる。

## 開発
ラマソフトは2016年、 Polybiusという題名の PlayStation VRに対応したPS4用ソフトを開発することを発表した 。
2017年5月9日、本作は日本国外のPlaystation Storeにて配信が開始された 。
初期のマーケティングにおいて、本作の共同制作者であるジェフ・ミンターは、イングランドのベイジングストークの倉庫で、オリジナルのPolybiusの筐体で遊んだとしている。
その後、ミンターはPolybiusという業務用ゲームの都市伝説からヒントを受けて本作を開発したことを認めつつも、そのシステムを再現するつもりはなく 、その代わり、プレイヤーにはコンピュータゲームを通じてフロー（ゾーン）を体験してもらい、「発売されなかったVR版『TxK』といった、バーチャルリアリティー・ゲームがいかにして精神に対して肯定的な影響を与える」様子を見ることを目的に、本作を開発するとしている。
ミンターは『スペースハリアー』や『アフターバーナー』、1983年に発売されたアタリ版『スター・ウォーズ』、S.T.U.N. Runner、Zarchといった往年の名作から影響を受けたことを認めている。
2017年7月13日、インダストリアル・ロックバンド『ナイン・インチ・ネイルズ』の『レス・ザン』のミュージックビデオにおいて本作で遊ぶ女性が描かれた。
ラマソフトはこのミュージックビデオのために、歌詞をゲーム画面上に表示できるように設定し、パソコン上で動くようにしたバージョンを開発した。

## 評価
本作は批評家たちから肯定的な評価を受けている。
レビュー収集サイトMetacriticには13件のレビューが寄せられ、それを基にした加重平均値は100点満点中84点であり、「全体的に見て好評」という判定が下された。

イギリスのニュースサイトメトロは10点満点中9点をつけ、「今日のアクションゲームの決定版」と評価した。
Eurogamerは「魔術的なものを感じさせる、ラマソフトの名作の一つ」として、本作をおすすめタイトルに挙げた。
AutomatonのTakuya Kudoは、本作のプレイの感覚を「『2001年宇宙の旅』の終盤において、主人公のボーマン船長がスターゲートを潜り抜けてスターチャイルドになる」過程にたとえており、つい繰り返して遊ぶうちに本作の元になった都市伝説を信じてしまいそうになったと述べている。
ファミ通のミル☆吉村は本作とVRの相性が抜群であると評価しており、「90年代に販売された『ビデオドラッグ』というVHSを思わせ、現代の技術で見るとチープだが、VRと合わさったことにより、逆に新しさというか危険度が上がっている気さえ感じられ、流石鬼才というところか」と述べている。